# Antonio Ranz Romanillos
Antonio Ranz Romanillos (Barcones, 13 de junio de 1759-Madrid, 30 de diciembre de 1830) fue un helenista, jurista y político español.

## Biografía
Nacido en la localidad de Barcones, perteneciente hoy día a la provincia de Soria, provenía de una ilustre familia en la que había muchos clérigos y diplomáticos, además de un gobernador de Burgos, un alcalde de Sigüenza, un inquisidor en Córdoba y hasta un racionero de la Seo de Zaragoza. Era hijo de Manuel Ranz y de Ana Romanillos, estudió al mismo tiempo en el Seminario y en la Universidad menor de Sigüenza, en donde el 13 de febrero de 1778 alcanzó el grado de bachiller en Artes. En Zaragoza recibió el grado de bachiller en Leyes el 25 de abril de 1778 y en Cánones el 24 de abril de 1780. Fue nombrado sustituto en la Universidad de Zaragoza y en 1781 opositó a una canonjía en Osma y al año siguiente a otra de Zaragoza; aunque aprobó la primera, prefirió dedicarse a la abogacía. 
Ingresó como académico honorario de San Fernando, y fue ministro del crimen y oidor de la Audiencia de Aragón entre 1790 y 1800. Supernumerario de la Academia de la Lengua y de la de Historia en 1802, y numerario de esta última en 1807 merced al prólogo que compuso a la edición de Las Siete Partidas. Ese mismo año se casó con Josefa del Castillo y Falcón. Caballero de la orden de Carlos III en 1808.
Actuó después como secretario de la Junta de Bayona, y fue el tercero en firmar la Constitución tras José I y Urquijo. José I le nombró consejero de Estado y de Hacienda. En el éxodo josefino prefirió quedarse en Esquivias (Toledo), por lo cual el gobierno josefino le embargó los bienes. El caso es que jugaba a dos barajas, ya que la Junta Central le confió una misión en Londres en 1809 tras la cual fue rehabilitado el cuatro de mayo de 1809, por lo que podrá tomar parte en la redacción de la Constitución de Cádiz. El 6 de febrero de 1812 ocupa la cartera de Hacienda hasta el 22 de abril, en que es nombrado consejero de Estado hasta mayo de 1814. El 16 de octubre es nombrado consejero de Hacienda otra vez. Entre 1817 y 1820 está confinado en Córdoba; al triunfar el liberal sublevado Rafael del Riego en marzo de 1820, es nombrado miembro de la Junta Superior Provincial de Córdoba,  pero vuelve al Consejo de Estado el 2 de abril de 1820, cargo en el que permanece durante todo el Trienio Liberal, 1820-1823. En 1823 se traslada con el gobierno a Sevilla; sin embargo, no lo siguió hasta Cádiz y sigue en Sevilla en 1825. Está en Lebrija entre 1828 y 1829. Muere en Madrid en 1830.

## Obras
Tradujo La religión de Louis Racine en 1786 y publicó un Desengaño de malos traductores, en ese mismo año. Pero sus traducciones más memorables son del griego: Las oraciones y cartas del padre de la elocuencia Isócrates, Madrid, 1789 y, sobre todo, poco antes de morir completó su monumental traducción íntegra de las Vidas paralelas de Plutarco, Madrid, 1821-1830. En el prólogo a esta versión encarece el mérito del autor y juzga las traducciones anteriores de Alonso de Palencia, Diego Gracián y Juan Castro de Salinas (o sea, Francisco de Enzinas) y advierte que en su trabajo siguió la edición de Brian (Londres, 1729), entonces tenida por la más correcta. También avisaba de que tenía trabajadas y pensaba publicar su versión de un corpus de textos griegos sobre Sócrates integrado por los diálogos de Platón referentes a su acusación y muerte (Apología, Critón, Fedón) y por la Apología de Sócrates y un extracto de los recuerdos o Memorias de Sócrates de Jenofonte, pero murió antes de verlos publicados.

## Ediciones
- Las Oraciones y Cartas del Padre de la Eloqüencia Isócrates, ahora nuevamente traducidas de su original griego, e ilustradas con notas, por Don Antonio Ranz Romanillos. Madrid: Imprenta Real, 1789, 3 vols.
- Las Vidas Paralelas de Plutarco. Traducidas de su original griego en lengua castellana por el Consejero de Estado D. Antonio Ranz Romanillos, individuo de número de las Academias Española y de la Historia, y consiliario de la de Nobles Artes de San Fernando, &. Madrid: Imprenta Nacional, 1821-1830, 5 vols.